# Волков, Борис Иванович (переводчик)
Борис Иванович Волков (1680-е — 1757) — русский переводчик XVIII века.

## Биография
Образование получил за границей.
Три года находился в Берлине при А. Г. Головкине.
С 1704 года — переводчик Коллегии иностранных дел. Кроме канцелярской работы, как сам сообщает, перевел с французского сочинения по географии, о греческих и римских войнах, об орденах, о корабельном плавании по рекам, о морском учреждении, об артиллерии, о садоводстве. Кроме того, писал полтора года с бароном Гюи-Сеном «Гисторию его величества». Из всего названного из печати вышли: «Книга о способах, творящих водохождение рек свободное» (М., 1708), «Краткое описание о войнах, из книг цезариевых с некоторыми знатными приметами о тех войнах, с особливым о войне разговором» (М., 1711).